# アムロ今田きっとNo.1
『アムロ今田きっとNo.1』（アムロいまだきっとナンバーワン）は、1996年10月6日から1997年9月28日まで、日本テレビほか一部の系列局で放送されていたバラエティ番組。
安室奈美恵と今田耕司の冠番組。放送時間は毎週日曜 11:40 - 12:10 （日本標準時）。

## 概要
安室と今田に加え、藤井恒久（日本テレビアナウンサー）が司会を務めた。MAXとSPEEDがリポーターとして、毎回様々な「No.1」な物を紹介する。音楽のNo.1を紹介するコーナーでは、一般人への調査結果で上位に入った曲を安室とMAXとSPEEDが歌唱していた。
オープニングのジングルは、直後の時間帯に放送されていた『それ行けKinKi大放送』でも使われていた。

## エンディングテーマ
- 知念里奈 - DO-DO FOR ME
- D&D - SUNSHINE HERO

## スタッフ
- 構成：沢口義明、関根清貴
- 取材：小野高義、高梨武志、大船知充、平山真理子
- SW：竹内一也
- カメラ：南良郎
- 音声：太田黒健至
- 照明：斗沢秀
- 調整：九里隆雄
- TK：矢島由紀子
- 音効：長内勇治・黒澤隆昌（佳夢音）
- 美術：羽谷重信、栗原純二
- 広報：大関雅人
- 協力：ライジングプロダクション、吉本興業
- 美術協力：日本テレビアート
- ナレーター：垂木勉、柳沢三千代
- ロケ技術：日本テレビビデオ
- ディレクター：高橋康之、高橋政光、阿部真一郎
- AP：河戸憲男、若松七重
- プロデューサー：中村英明
- 演出：藤井淳、加藤晋也
- チーフプロデューサー：渡辺弘（1996年10月-1997年5月） → 吉岡正敏（1997年6月-9月）
- 製作著作：日本テレビ

## ネット局
※特筆の無い放送局は全て同時ネット。
- 日本テレビ（制作局）
- 札幌テレビ[2]
- 青森放送（日本テレビほかで番組がスタートから半年間はこの時間帯に『東奥日報ニュース』（1997年4月に日曜11:25枠へ移動）や番宣ミニ番組『お昼だよ〜ん』（12:00 - 12:10）などを放送していた。そのため、本番組については1997年4月から半年間だけネットしていた）
- 山形放送
- テレビ新潟
- 北日本放送（1996年10月13日より日曜 1:00 - 1:30（土曜深夜）にて放送開始[3]。1997年3月30日までは日曜未明（土曜深夜、移動前の時点で1:30 - 2:00）、1997年4月6日から同年10月5日までは日曜 7:30 - 8:00にて放送されていた[4]）
- テレビ金沢（同時ネット[5]）
- 静岡第一テレビ
- 中京テレビ
- 讀賣テレビ
- 西日本放送
- 広島テレビ
- 山口放送
- 福岡放送
- 長崎国際テレビ
- 熊本県民テレビ